# Front voor Nationale Redding
Het Front voor Nationale Redding (Roemeens: Frontul Salvării Naţionale), was de benaming van de voorlopige regering van Roemenië in de eerste weken na de Roemeense Revolutie van december 1989 en werd in februari 1990 een politieke partij.

## Vorming van het Front voor Nationale Redding
Op 22 december 1989, de dag dat Nicolae Ceauşescu met een helikopter Boekarest ontvluchtte, werd in het gebouw van het Centraal Comité een Front voor Nationale Redding (FSN) gevormd onder Ion Iliescu. Dit FSN moest gaan optreden als interim-regering van Roemenië en de revolutie in goede banen loodsen. Iliescu benoemde Petre Roman tot interim premier. Roman werd ook opgenomen in het FSN. Andere leden van het FSN waren: Dumitru Mazilu, Silviu Brucan, Mircea Dinescu en Ion Caramiru. Later werd het FSN uitgebreid. Het FSN schafte het eenpartijstelsel af en voerde het meerpartijenstelsel in. Kort hierop lieten o.a. de Nationale Boerenpartij en de Nationaal-Liberale Partij zich registreren.
Rond de jaarwisseling verlieten vooraanstaande leden het FSN (w.o. Dumitru Mazilu en Mircea Dinescu) vanwege de invloed van de oud-communisten binnen het front. Hierna werd het FSN bijna volledig gedomineerd door tweederangs oud-communisten. Op 6 februari 1990 werd het FSN omgevormd tot een partij. Hiertegen rees verzet en in januari en februari 1990 vonden er massale stakingen plaats onder leiding van de Nationale Boerenpartij - Christendemocraten (PNT-CD) en de Nationaal-Liberale Partij (PNL) in Boekarest. De regering onder president Iliescu riep hierop de hulp in van mijnwerkers om de stakingen, door de regering van het FSN aangeduid als "fascistische krachten," te onderdrukken (zie: Mineriada).
Blijkbaar was het FSN-regering toch onder de indruk geraakt van de stakingen en protesten, want zij bleek bereid om tot aan de parlementsverkiezingen van mei 1990 de macht te delen. De interim-regering die tot de verkiezingen aanbleef kreeg de naam Voorlopige Raad van Nationale Eenheid (Consiliul Provizoriu de Uniune Națională). Eén en ander kon echter niet verhinderen dat er in april/mei/juni een lange protestdemonstratie van 52 dagen plaatsvond onder de naam Golaniad en die gewelddadig werd onderdrukt door door de regering gemobiliseerde mijnwerkers afkomstig uit de Jiuvallei.

## Regering van het FSN
Op 20 mei 1990 werden de eerste vrije parlementsverkiezingen gehouden in meer dan 50 jaar. Het FSN werd de grootste partij en kreeg 263 zetels in de Kamer van Afgevaardigden en 91 zetels in de Senaat. Iliescu gaf Petre Roman, de interim-premier, de formatieopdracht. Hij slaagde er niet in de oppositie bij de formatieonderhandelingen te betrekken en uiteindelijk presenteerde hij een regering die geheel uit FSN'ers bestond.

### Het uiteenvallen van het FSN
Binnen het FSN ontstonden conflicten tussen hervormingsgezinden, zoals partijvoorzitter en premier Petre Roman, en conservatieven, zoals president Iliescu. In maart 1990 vond er een congres plaats van het FSN en presenteerde Roman een hervormingsplan om het FSN om te vormen tot een moderne sociaaldemocratische partij Westerse stijl. Het hervormingsplan werd aanvaard, maar stuitte op hevig verzet van de conservatieven. In september 1991 kwam premier Petre Roman als gevolg van een staking ten val. Hierop werd er een kabinet gevormd die niet alleen bestond uit het FSN, maar ook uit de Nationaal-Liberale Partij, de Roemeense Milieubeweging, de Agrarische Democratische Partij en enkele andere, kleinere partijen.
In 1992 liepen de spanningen tussen Roman en Iliescu zo hoog op dat Iliescu en zijn volgelingen het FSN op 7 april 1992 verlieten en het Democratisch Front voor Nationale Redding (Frontul Democrat al Salvării Nationale, FDSN) oprichten. Roman bleef voorzitter van het FSN. Op 28 mei 1993 werd de naam van de FSN gewijzigd in Democratische Partij - Front voor Nationale Redding (Partidul Democrat - Frontul Salvării Naționale, PD-FSN). Later werd de naam ingekort tot Democratische Partij.
Op 10 juli 1993 fuseerden het FDSN van Iliescu en enkele kleinere partijen tot de Partij van Sociaaldemocratie in Roemenië (Partidul Democrației Sociale din România, PDSR). In 2001 volgde er nog een fusie waaruit de PSD ontstond.

## Nalatenschap
Het FSN is van belang voor de post-revolutionaire politiek van Roemenië. Tot 1992 was het FSN aan de macht, daarna viel zij uiteen in twee partijen, waaruit later de Democratische Partij (PD) en de Partij van Sociaaldemocratie in Roemenië (sinds 2001 Sociaaldemocratische Partij geheten). Zowel de PD als de PDSR (PSD) zijn partijen die het politieke landschap (samen met de Nationaal-Liberale Partij en de Nationale Boerenpartij - Christendemocraten) in Roemenië grotendeels bepalen.

## Verkiezingsresultaten

### Kamer van Afgevaardigden
| Zetelverdeling 1990-1992 |
| 1990: 263                |
| 1992: 43                 |

### Senaat
| Zetelverdeling 1990-1992 |
| 1990: 91                 |
| 1992: 18                 |

## Verwijzing
1. ↑  In de zomer van 1989 kreeg Radio Free Europe/Radio Liberty twee documenten waarin de mensenrechtensituatie in Roemenië werden beschreven. De documenten waren opgesteld door een "Front voor Nationale Redding", dit FSN had echter niets te maken met het in december 1989 opgerichte FSN, hoewel het post-revolutionaire FSN aanvankelijk claimde te zijn voortgekomen uit de pre-revolutionaire FSN. Zie: Romania under Communist Rule, door Dennis Deletant, blz. 142-143.]